# Гутьеррес Мельядо, Мануэль
Мануэ́ль Гутье́ррес Мелья́до (исп. Manuel Gutiérrez Mellado; 30 апреля 1912, Мадрид — 15 декабря 1995, Торремоча-дель-Кампо) — испанский военачальник, почётный генерал-капитан (1994).

## Семья и образование
Родился в семье, принадлежавшей к среднему классу, остался сиротой в возрасте восьми лет. В 1929 поступил в Главную военную академию в Сарагосе, директором которой был Франсиско Франко. После окончания академии (в 1933; первым в выпуске) был произведён в лейтенанты артиллерии.

## Участие в гражданской войне
В начале гражданской войны, в июле 1936, вместе со своим полком выступил против правительства республики, был арестован и заключён в тюрьму, из которой бежал. Нашёл убежище в одном из иностранных посольств в Мадриде, затем смог добраться до территории, контролируемой националистами. Оттуда, уже по поручению франкистской разведки, тайно вернулся в республиканскую зону, где занимался агентурной деятельностью до окончания войны. За успешную работу в 1938 был произведён в капитаны.

## Служба в армии франкистской Испании
После окончания войны продолжил службу в армии, в 1942 получил диплом офицера Генерального штаба. Был произведён в майоры, преподавал в артиллерийской школе (Escuela de Aplicación y Tiro de Artillería). Специалист в области разведки, долгое время работал в Генеральном штабе, занимался переводами с английского языка. С 1957 — подполковник, с 1965 — полковник. Постепенно стал более критично относиться к франкистскому режиму. С 1970 — бригадный генерал. Занимал ответственные должности в Высшем центре исследований национальной обороны (CESEDEN) и Генеральном штабе, был сотрудником либерально настроенного интеллектуала, генерал-лейтенанта Мануэля Диес-Алегрия. С 1973 — дивизионный генерал. С 1975 — командующий войсками в Сеуте (Африка) и правительственный делегат на этой территории. В том же году скончался генералиссимус Франко, и вскоре после этого карьера генерала резко ускорилась.

## Сторонник демократии
Молодому королю Хуану Карлосу I, только что вступившему на престол, нужен был военачальник, способный на проведение военных реформ с целью преобразования франкистской армии в вооруженные силы современного демократического государства. В марте 1976 Гутьеррес Мельядо был произведён в генерал-лейтенанты и назначен на должность генерал-капитана (командующего) седьмого военного округа со штабом в Вальядолиде (должность генерал-капитана в испанской армии существовала наряду с одноимённым воинским званием, которое, согласно принятым в 1975 правилам, могло присваиваться только королю как главнокомандующему). Уже в июне 1976 он стал начальником Генерального штаба, а в сентябре того же года — первым заместителем председателя правительства Адольфо Суареса по вопросам обороны. После всеобщих выборов 15 июня 1977 сохранил этот пост, который занимал до 1981.
В рамках реформы вооружённых сил генерал Гутьеррес Мельядо был инициатором создания в 1977 министерства обороны, которое объединило три прежних министерства — военное, морское и авиации. В 1977—1979, наряду с постом первого заместителя председателя правительства, являлся и министром обороны (последующие руководители этого ведомства были гражданскими лицами). Продвигал на ключевые посты либеральных военачальников, игнорируя традицию назначений в строгом соответствии с принципом старшинства. Реорганизовал Генеральный штаб и создал новую разведывательную организацию. Был сторонником деполитизации вооружённых сил. Его деятельность вызвала резкое неприятие со стороны наиболее последовательных сторонников франкистского режима, которые называли его масоном и обвиняли в том, что он был двойным агентом в годы гражданской войны (если бы такие обвинения имели под собой основания, то генерал не смог бы сделать военную карьеру при режиме Франко).
В январе 1981 правительство Суареса ушло в отставку. 23 февраля того же года генерал Гутьеррес Мельядо присутствовал на заседании кортесов (парламента), в котором шло голосование по кандидатуре нового председателя правительства. Именно этот день ультраправые военные избрали для попытки государственного переворота, один из руководителей которого, подполковник Антонио Техеро во главе подразделения Гражданской гвардии (жандармерии) ворвался в здание кортесов и приказал всем присутствовавшим лечь на пол. Не подчинились ему только Суарес, генерал Гутьеррес Мельядо и лидер коммунистов Сантьяго Каррильо. Гутьеррес Мельядо потребовал от Техеро немедленно сложить оружие, но тот отказался подчиняться. Все эти события были показаны по телевидению: противостояние пожилого худощавого генерала мятежникам, которые применили против него физическую силу и могли в любой момент его застрелить, стало одним из наиболее драматических событий этого дня. Они стали символом как мужества сторонников реформ, так и необратимости демократического процесса.

## Общественный деятель
После подавления мятежа генерал Гутьеррес Мельядо отошёл от политической деятельности, но остался значимой общественной фигурой. В 1984 он стал постоянным членом Государственного совета. Под впечатлением от смерти сына своего друга, причиной которой стали наркотики, он основал в 1986 Фонд по борьбе с наркоманией (Fundación de Ayuda contra la Drogadicción; FAD), почётным президентом которого стала королева София. В мае 1994 ему была оказана уникальная для постфранкистской Испании честь — он был произведён в почётные генерал-капитаны, «принимая во внимание исключительные личные и профессиональные заслуги». В октябре того же года король Хуан Карлос I присвоил ему титул маркиза.

## Смерть генерала и память о нём
15 декабря 1995 генерал Гутьеррес Мельядо направился на автомобиле из Мадрида в Барселону с тем, чтобы выступить перед студентами с лекцией на тему «Общество и коррупция». По дороге он погиб в автомобильной катастрофе в Гвадалахаре.
Гутьеррес Мельядо характеризовался современниками как прекрасный знаток военных проблем, стратегически мыслящий человек, спокойный, дисциплинированный и верный инструкциям государственной власти администратор. После его смерти бывший председатель правительства Адольфо Суарес заявил по телевидению, что генерал был «великим солдатом, преданным Испании, королю и демократии». Его именем назван Национальный университетский институт исследований в области мира, безопасности и обороны.